# Tinkers
Tinkers ist ein Roman des amerikanischen Musikers und Autors Paul Harding. Mit seinem Debüt gewann er 2010 den Pulitzer-Preis.

## Handlung
Ein alter Mann liegt im Sterben. Der Leser findet ihn inmitten seiner Familie in seinem Haus in Maine, erlebt mit ihm seine letzten Tage und begleitet ihn immer wieder in seinen Erinnerungen durch sein vergangenes Leben, durch seine ärmliche Kindheit, die Landschaft von Maine und lernt seinen Vater kennen, der noch als 'Tinker', als Kesselflicker und fahrender Händler, mit Maultier und Karren durch die Gegend zog.
George Washington Crosby, der Protagonist des Romans beginnt in den letzten Tagen seines Lebens zu halluzinieren. In seinen Vorstellungen sieht er die Wände und die Decke seines Hauses, den Himmel und die Sterne auf sich herabstürzen. Während er  sich begraben sieht unter tickenden Uhren, alten Fotos und rostigem Werkzeug, ergießt sich sein vergangenes Leben in einer Sturzflut von ungeordneten Erinnerungen.
Er sieht wieder seine späte Leidenschaft für Uhren, mit denen er nicht nur Geld verdiente, sondern die ihm auch das Universum erschlossen. Er sieht seine ärmliche, aber abenteuerliche Kindheit, seinen über Land fahrenden Vater Howard mit seinen epileptischen Anfällen, die ihm große Angst machten oder den Einsiedler Gilbert, dem sein Vater einmal im Jahr Tabak in die Wildnis bringt. Nach achtundvierzig Stunden Bewusstlosigkeit wacht George ein letztes Mal auf. Er stirbt mit einer Erinnerung an Weihnachten 1953.

## Kritik und Rezeption
Der Roman erschien 2009 in den USA. Er lag zuvor schon einigen Verlagen vor, die kein Interesse zeigten. Ein junger Kleinverlag entschloss sich schließlich für die Herausgabe. Es folgten die Auszeichnung mit dem Pulitzer-Preis und viele positive Belobigungen in der englischsprachigen Literaturwelt. „Tinkers ist kein sensationell neues Buch, aber eins, das in Stil und Thema überzeugt. Eindringlich und gefühlvoll, ohne je in kitschige Regionen abzurutschen, […]“
Tinkers ist ein ungewöhnliches Buch. Es handelt von den Erinnerungen eines alten Mannes auf dem Sterbebett. Ungewöhnlich ist auch der Autor. […] Der schmale Band des Amerikaners Paul Harding hat kaum Handlung, ist besinnlich, meditativ, von einzigartiger sprachlicher Schönheit. […] Auf den Mangel an Handlung in seinem Roman angesprochen, sagte Harding in der Zeitschrift Harvard Book Review, dass ihn Handlung nicht sonderlich interessiere. „Wenn man eine gute Person hat, braucht man nicht viel Handlung“
„Paul Harding verzichtet auf kein Charakteristikum postmoderner literarischer Schöpfung, und nach der Lektüre hat man das Gefühl, reine innovationslose Künstlichkeit verdauen zu müssen. […] Die seitens der englischsprachigen Kritik hervorgehobene ‚Poesie des Textes‘ erschöpft sich in wenigen Stellen. […] Es dominieren bemühte, merkwürdige, hilflose Wendungen, bei denen der renommierten, tapfer kämpfenden Übersetzerin Sivia Morawetz wohl die Haare zu Berge standen. […] Paul Harding, der den ehernen Gesetzen seines Metiers folgt und längst an der Fortsetzung seines ersten Romans sitzt, hat noch einiges zu tun.“
Die Pulitzer-Preis-Jury bezeichnete in ihrer Begründung unter anderem den Roman als „ein kraftvolles Fest des Lebens, in welchem Vater und Sohn durch Freude und Leid ihr gefangenes Leben überwinden und die Welt und das Sterben neu wahrnehmen.“